# Kenshi Yonezu
Kenshi Yonezu (jap. 米津 玄師 Yonezu Kenshi; ur. 10 marca 1991) – japoński muzyk, piosenkarz, autor tekstów, producent muzyczny i ilustrator, który w 2009 roku zaczął wydawać muzykę tworzoną przez oprogramowanie Vocaloid pod pseudonimem Hachi (jap. ハチ). W 2010 roku zadebiutował pod swoim prawdziwym imieniem, wydając muzykę z własnym wokalem, a w 2013 roku podpisał kontrakt z Universal Sigma.

## Biografia

### Początki kariery
Kenshi Yonezu urodził się 10 marca 1991 roku w ubogiej rodzinie, w wiejskiej części miasta Tokushima, w Japonii. Jako dziecko Yonezu miał trudności z komunikowaniem się z innymi ludźmi, zwłaszcza z ojcem.
Początki piosenkarza z muzyką miały miejsce w 2006 roku podczas drugiego roku gimnazjum, gdzie założył zespół Late Rabbit Edda z przyjacielem Hiroshi Nakajimą, w celu występu na szkolnym festiwalu kulturowym. W zespole był wokalistą, autorem tekstów i okazjonalnie gitarzystą, podczas gdy Nakajima był gitarzystą. Pod koniec 2007 roku założył stronę internetową dla zespołu, publikując teksty piosenek i krótkie powieści. Yonezu pisał piosenki dla zespołu, a od kwietnia 2008 roku do marca 2009 roku opublikował 24 oryginalne utwory na stronę Nico Nico Douga, używając pseudonimu Hachi. Żadna z piosenek zdobyła wielu wyświetleń (najlepsza jedynie 23 tys. odsłon). W tym czasie założył także blog Tekitō Edda (jap. 適当EDDA).
Po ukończeniu liceum przeniósł się do Osaki i rozpoczął naukę w szkole sztuk pięknych. Już jako student zaczął publikować piosenki za pomocą programu Vocaloid (bazy Hatsune Miku), który był coraz bardziej popularny. Jego piosenka z 2009 roku „Musunde hiraite rasetsu to mukuro” (jap. 結ンデ開イテ羅刹ト骸) jako pierwsza otrzymała ponad milion odsłon na stronie. Chociaż Yonezu przesłał ponad 30 piosenek śpiewanych przez siebie, usunął je, gdy jego piosenki Vocaloid stały się bardziej popularne. Następnie zmienił nazwę swojego bloga na Denshi-chō hachi-ban (jap. 電子帖八番街), który został jednym z pięciu blogów nagrodzonych Diamentową Nagrodą podczas 2009 WebMoney Awards.
W grudniu 2009 roku jego piosenka „Clock Lock Works” na kompilacji Supernova wydanej przez Exit Tunes – był to jego pierwszy utwór, który pojawił się na albumie. W styczniu „Musunde hiraite rasetsu to mukuro” został wydany na kompilacji EXIT TUNES PRESENTS Vocalolegend feat. Hatsune Miku, również wydanej przez Exit Tunes. W 2010 roku, pod pseudonimem Hachi, wydał dwa wyprodukowane przez siebie albumy: Hanataba to suisō (jap. 花束と水葬) w lutym i Official Orange w październiku. W latach 2010 i 2011 utwory Yonezu były wydawane na wielu albumach Exit Tunes, w tym w EXIT TUNES PRESENTS Vocalonexus feat. Hatsune Miku, który był drugim albumem Vocaloid, który osiągnął pierwsze miejsce na liście Oricon Album Chart. Jego piosenki znalazły się również w grach Hatsune Miku: Project Diva Extend (2011) i Hatsune Miku: Project Diva F (2012) oraz na albumie koncertowym Hatsune Miku pt. Miku no hi dankanshasai (jap. ミクの日大感謝祭) (2012), który był pierwszą płytą DVD/Blu-ray numer jeden wirtualnego piosenkarza. Do 2012 roku, na koncie Niconico Hachiego, siedem z jego piosenek zdobyło ponad milion odsłon, w tym utwór „Matryoshka” osiągnął 5 milionów wyświetleń.
W kwietniu 2010 roku Yonezu dołączył do zespołu animacji Minakata Kenkyūjo (jap. 南方研究所), grupy, z którą współpracował w tworzeniu teledysku do „Clock Lock Works” w listopadzie 2009 roku.
Late Rabbit Edda pozostawał aktywny do 2010 roku, po czym zmienił nazwę na Ernst Eckman i powiększył się o perkusistę Sumimoto. Jako Ernst Eckman wydali jedną piosenkę na MySpace – „Oborozuki do sono kōan” (jap. オボロヅキとその考案). Jednak Yonezu zaczął odczuwać, że nie współpracuje dobrze z innymi ludźmi, i zdecydował się pracować wyłącznie na piosenkach Vocaloid rezygnując z członkostwa w zespole.

### Balloom, debiut pod dużą wytwórnią
W marcu 2011 roku Yonezu wraz z siedmioma innymi muzykami stworzył Balloom – niezależną wytwórnię muzyczną dla muzyków internetowych, którzy chcieliby poszerzyć swoje muzyczne możliwości. Jego debiutancki album, diorama, został wydany w 2012 roku i zadebiutował na 6 pozycji listy Oricon Album Chart i sprzedał się w liczbie ponad 47 tys. egzemplarzy, stając się największym wydawnictwem tej wytwórni. Album był jednym ze zwycięzców 5th CD Shop Awards, nagrody przyznawanej przez personel sklepów muzycznych. Yonezu został wybrany jako artysta dużej wytwórni Universal Sigma i w maju 2013 roku wydał pod nią pierwszy singel „Santa Maria” (jap. サンタマリア).
28 października 2013 roku wokalista wydał swoją pierwszą piosenkę Vocaloid po dwóch i pół roku – „Donut Hole” (jap. ドーナツホール Dōnatsu Hōru), używając zespołu instrumentalnego i wokalu Gumi. Swój drugi album studyjny, pt. Yankee, wydał 23 kwietnia 2014 roku, a pierwszy solowy koncert w karierze artysty odbył się 27 czerwca. Piosenka „Eine Kleine” została napisana przez Tōkyō Metro i wykorzystana przez nie w kampanii reklamowej.
31 grudnia 2018 roku Yonezu po raz pierwszy wystąpił na żywo w telewizji podczas 69. NHK Kōhaku Uta Gassen, dorocznej końcoworocznej imprezie i jednym z najbardziej prestiżowych programów muzycznych w Japonii. Wykonał swój hit z 2018 roku „Lemon” na żywo ze swojej rodzinnej Tokushimy – był to pierwszy raz, gdy Kōhaku Uta Gassen nadawano z prefektury Tokushima. Singel „Lemon” odnotował sprzedaż przekraczającą łączną liczbę 2 milionów pobrań, stając się największym hitem 2018 roku – znalazł się na szczycie końcoworocznych list Japan Hot 100 i Download Songs Billboardu.
Yonezu był współautorem piosenki „Kite” japońskiego zespołu Arashi, która posłużyła jako motyw przewodni reportażu NHK z Letnich Igrzysk Olimpijskich 2020. W grudniu 2020 roku został jednym z pięciu laureatów Special Achievement Award na 62. Japan Record Awards.

## Twórczość
Kenshi Yonezu pisze i komponuje całą swoją muzykę. W swoich piosenkach Vocaloid, a także do swojego niezależnego albumu diorama, również zaaranżował, zaprogramował, miksował i nagrał muzykę na instrumentach. Kiedy przeniósł się do Universal Sigma, Yonezu zaczął pracować z zespołem, który wykonywał jego muzykę. Na twórczość artysty mają duży wpływ Bump of Chicken, Asian Kung-Fu Generation i Radwimps, a teksty inspirowane są twórczością japońskich autorów Kenjiego Miyazawę i Yukio Mishimę. W swoich ilustracjach inspiruje ilustracjami Edwarda Goreya. Yonezu na ogół komponuje utwory na gitarze, ale od czasu do czasu używa perkusji do opracowania melodii.
Yonezu zilustrował wszystkie swoje wczesne filmy z Nico Nico Douga, używając skanera lub tabletu graficznego do rysowania zdjęć. Kiedy jego rodzice kupili komputer, gdy miał 10 lat, Yonezu tworzył i przesyłał filmy z animacjami flash do piosenek Bump of Chicken do internetu. Jest też autorem ilustracji swojego albumu diorama – stworzył teledyski i okładkę z niewielką pomocą członków Minakata Kenkyūjo. Jego wydawnictwa z Universal Sigma zawierają również jego własną grafikę. Do animacji artysta używa głównie Adobe Photoshop Elements, Adobe After Effects i Corel Painter Essentials. Jego ilustracje były publikowane w popularnym magazynie muzycznym Rockin'On Japan (od sierpnia 2013 roku). Jego dzieło pt. Kaijū zukan (jap. かいじゅうずかん) zawiera fikcyjne stworzenia, które sam narysował.
Do tworzenia piosenek Yonezu używa oprogramowania muzycznego Cakewalk Sonar. Kiedy zaczął tworzyć muzykę Vocaloid używał wyłącznie oprogramowania Vocaloid 2 i wokalu Hatsune Miku. Jednak w 2010 roku w swoich utworach zaczął również używać wokali Megurine Luki i Gumi. Jego album Hanataba do suisō zawiera tylko głos Hatsune Miku, a Official Orange – wszystkie trzy oraz własny wokal piosenkarza (w utworze „Yūen shigai” (jap. 遊園市街)).

## Dyskografia

### Albumy studyjne
- diorama (2012)
- YANKEE (2014)
- Bremen (2015)
- BOOTLEG (2017)
- STRAY SHEEP (2020)

Albumy Vocaloid
- Hanataba to suisō (jap. 花束と水葬) (2010)
- OFFICIAL ORANGE (2010)

### Single
| Rok               | #               | Tytuł                                                             | Ranking         | Ranking         | Album           |
| Rok               | #               | Tytuł                                                             | Oricon          | JP Hot 100      | Album           |
| Universal Sigma   | Universal Sigma | Universal Sigma                                                   | Universal Sigma | Universal Sigma | Universal Sigma |
| ----------------- | --------------- | ----------------------------------------------------------------- | --------------- | --------------- | --------------- |
| 2013              | 1               | Santa Maria (jap. サンタマリア)                                   | 12              | 26              | YANKEE          |
| 2013              | 2               | MAD HEAD LOVE/Poppin Apathy (jap. MAD HEAD LOVE/ポッピンアパシー) | 11              | 51              | YANKEE          |
| 2015              | 3               | Flowerwall                                                        | 3               | 5               | Bremen          |
| 2015              | 4               | Unbelievers (jap. アンビリーバーズ)                               | 4               | 5               | Bremen          |
| Sony Music Record |                 |                                                                   |                 |                 |                 |
| 2016              | 5               | LOSER/Number Nine (jap. LOSER/ナンバーナイン)                     | 2               | 3 / 29          | BOOTLEG         |
| 2017              | 6               | orion                                                             | 3               | 3               | BOOTLEG         |
| 2017              | 7               | Peace Sign (jap. ピースサイン)                                    | 2               | 1               | BOOTLEG         |
| 2018              | 8               | Lemon                                                             | 2               | 1               | STRAY SHEEP     |
| 2018              | 9               | Flamingo/TEENAGE RIOT                                             | 1               | 1 / 4           | STRAY SHEEP     |
| SME Records       |                 |                                                                   |                 |                 |                 |
| 2019              | 10              | Uma to shika (jap. 馬と鹿)                                        | 2               | 1               | STRAY SHEEP     |
| 2021              | 11              | Pale Blue                                                         | 1               | 1               | –               |
| 2022              | 11              | M hachi-jū nana (jap. M八七)                                      | 1               | 1               | –               |

W ograniczonej dystrybucji
- „Peace Sign” (jap. ピースサイン) (TV edit.) (2017)
- „Umi no yūrei” (jap. 海の幽霊) (2019)
- „Paprika” (jap. パプリカ) (2020)
- „POP SONG” (2022)

## Nagrody i nominacje
| Rok  | Nagroda                               | Kategoria                     | Nominowany                                       | Wynik     | Źródło |
| ---- | ------------------------------------- | ----------------------------- | ------------------------------------------------ | --------- | ------ |
| 2013 | 5th CD Shop Awards                    | finalista                     | diorama                                          | Wygrana   | [ 24 ] |
| 2015 | 7th CD Shop Awards                    | finalista                     | YANKEE                                           | Wygrana   | [ 52 ] |
| 2015 | 57. Japan Record Awards               | Excellent Album Award         | Bremen                                           | Wygrana   | [ 53 ] |
| 2016 | Space Shower Music Awards             | Najlepszy Artysta (mężczyzna) | Kenshi Yonezu                                    | Nominacja | [ 54 ] |
| 2016 | 8th CD Shop Awards                    | finalista                     | Bremen                                           | Wygrana   | [ 55 ] |
| 2017 | Space Shower Music Awards             | Najlepszy Artysta (mężczyzna) | Kenshi Yonezu                                    | Nominacja | [ 56 ] |
| 2017 | The Anime Awards                      | Best Opening                  | „Peace Sign” (z anime My Hero Academia Season 2) | Wygrana   | [ 57 ] |
| 2018 | 32. Japan Gold Disc Award             | Song of the Year by Download  | „Uchiage hanabi” (z Daoko)                       | Wygrana   | [ 58 ] |
| 2018 | Space Shower Music Awards             | Song of the Year              | „Uchiage hanabi” (z Daoko)                       | Wygrana   | [ 59 ] |
| 2018 | Space Shower Music Awards             | Najlepszy Artysta (mężczyzna) | Kenshi Yonezu                                    | Wygrana   | [ 59 ] |
| 2018 | Space Shower Music Awards             | Best Collaboration            | „Haiiro to Ao” (z Masaki Suda)                   | Wygrana   | [ 59 ] |
| 2018 | 10th CD Shop Awards                   | Grand Prize                   | Bootleg                                          | Wygrana   | [ 60 ] |
| 2018 | 60. Japan Record Awards               | Nagroda Specjalna             | Kenshi Yonezu                                    | Wygrana   | [ 61 ] |
| 2018 | 60. Japan Record Awards               | Album Roku                    | BOOTLEG                                          | Wygrana   | [ 61 ] |
| 2018 | 96th Television Drama Academy Awards  | Best Theme Song               | „Lemon”                                          | Wygrana   | [ 62 ] |
| 2018 | Międzynarodowy Festiwal Dramy w Tokio | Theme Song Award              | „Lemon”                                          | Wygrana   | [ 63 ] |
| 2018 | MTV VMAJ                              | Najlepszy teledysk roku       | „Lemon”                                          | Wygrana   | [ 64 ] |
| 2018 | MTV VMAJ                              | Best Male Video               | „Lemon”                                          | Wygrana   | [ 64 ] |
| 2018 | Billboard Japan Music Awards          | Artysta Roku                  | Kenshi Yonezu                                    | Wygrana   | [ 65 ] |
| 2019 | Space Shower Music Awards             | Najlepszy Artysta (mężczyzna) | Kenshi Yonezu                                    | Wygrana   | [ 66 ] |
| 2019 | Space Shower Music Awards             | Piosenka Roku                 | „Lemon”                                          | Wygrana   | [ 66 ] |
| 2019 | 102. Television Drama Academy Awards  | Najlepsza piosenka przewodnia | „Uma to shika”                                   | Wygrana   | [ 67 ] |
| 2019 | 61. Japan Record Awards               | Nagroda Specjalna             | Kenshi Yonezu                                    | Wygrana   | [ 68 ] |
| 2020 | Space Shower Music Awards             | Najlepszy Artysta (mężczyzna) | Kenshi Yonezu                                    | Wygrana   | [ 69 ] |
| 2020 | 34. Japan Gold Disc Award             | Piosenka roku wg pobrań       | „Uma to shika”                                   | Wygrana   | [ 70 ] |
| 2020 | MTV VMAJ                              | Best Male Video               | „Kanden”                                         | Wygrana   | [ 71 ] |
| 2020 | 62. Japan Record Awards               | Nagroda Specjalna             | Kenshi Yonezu                                    | Wygrana   | [ 72 ] |
| 2020 | Billboard Japan Music Awards          | Najlepszy album roku          | STRAY SHEEP                                      | Wygrana   | [ 73 ] |
| 2021 | Space Shower Music Awards             | Album Roku                    | STRAY SHEEP                                      | Wygrana   | [ 74 ] |
| 2021 | Space Shower Music Awards             | Teledysk Roku                 | „Kanden”                                         | Wygrana   | [ 74 ] |